# 富川房信
富川 房信（とみかわ ふさのぶ、生没年不詳）とは、江戸時代中期の浮世絵師、版元。

## 来歴
西村重長の門人。ほかに鳥居清満の門人、二代鳥居清信の門人とする説もある。姓は富川、通称山本九左衛門。晩年には吟雪、百亀と号した。ただし『浮世絵類考』には「房信と百亀とは別人」とある。江戸大伝馬町で屋号を丸屋、または正本屋といって地本問屋を営業、錦絵などを販売していた。しかし、房信の代にいたって家運が傾き、安永年間には廃業し本郷の辺りに移り住んだといわれる。宝暦期に主として鳥居派風の紅摺絵を描き、宝暦10年（1760年）から安永6年（1777年）頃にかけて、自作の赤本、青本（黄表紙）も約170作ほど手がけている。また、滑稽の才能もあったため、自らも作者として名高く、200種余りの本を丸屋から出版している。例として、宝暦10年の青本『粂平内石像物語』、刊行年不明の黒本『あんぽんたん』 3冊、延享2年（1745年）刊行と思われる黒本『明石潟朗天草紙』（あかしがたほのぼのぞうし）3冊、明和2年（1765年）の黒本『扇絵物語』などが挙げられる。明和8年（1771年）まで黒本の挿絵がみられる。その後、安永6年には噺本『新落噺初鰹』を自筆刊行している。

## 作品
- 「瀬川獅子」　細判　紅摺絵
- 「那須与市」　細判　紅摺絵
- 「中村富十郎」　細判　紅摺絵
- 「豊年踊」　柱絵　安永
- 「西王母」 柱絵判紅摺絵 明和元年（1764年）頃 款記「富川吟雪」[1]